# La Véritable Histoire de Ah Q
La Véritable Histoire de Ah Q (chinois traditionnel : 阿Q正傳 ; chinois simplifié : 阿Q正传; pinyin : Ā Q Zhèngzhuàn) est un roman court de l'écrivain Lu Xun, initialement paru en feuilleton hebdomadaire dans Nouvelles du matin du 4 décembre 1921 au 12 février 1922. Écrit après le mouvement du 4 mai 1919, il est une satire de la société chinoise et de la révolution inachevée de 1911.

## Genèse et publication
Lu Xun a raconté, dans un texte paru en 1926, « Comment a été écrite la Véritable Histoire de Ah Q », les circonstances dans lesquelles il a écrit la nouvelle. Il en entreprend la rédaction sur la demande de Sun Fuyuan, proche de la rédaction de Nouvelle Jeunesse et dirigeant le supplément du journal Nouvelles du matin, désireux de remplir une nouvelle rubrique « Humour ». C'est donc dans cette rubrique que paraît le premier chapitre. Mais « je me mis petit à petit à prendre l'histoire au sérieux, et Fuyuan aussi remarqua qu'il n'y avait pas beaucoup d'“humour” dedans, ce qui fait qu'à partir du deuxième chapitre, cela parut sous la rubrique “Nouvelle littérature” ». Les chapitres sont écrits au fil des semaines, sans plan préconçu, et Lu Xun profite d'un voyage de Fuyuan pour mettre un terme à la nouvelle (et à l'existence de son personnage) avec un dernier chapitre, « Le grand finale ».
La Véritable Histoire de Ah Q paraît donc en feuilleton hebdomadaire dans Nouvelles du matin du 4 décembre 1921 au 12 février 1922, sous le pseudonyme de Ba Ren, « pour marquer que je n'étais pas un raffiné », puis est reprise dans le recueil Cris qui paraît en 1923. La nouvelle a fait l'objet de traductions du vivant de Lu Xun, dès 1926 en anglais et en français (dans Europe, la revue fondée par Romain Rolland), puis en russe, japonais, espéranto. La traduction en français de 1926 est une traduction partielle et abrégée, faite par un Chinois étudiant de l'Institut franco-chinois de Lyon, Jing Yinyu.

## Résumé et commentaire
La Véritable Histoire de Ah Q est une longue nouvelle divisée en neuf chapitres. Sa parution sous forme de feuilleton fait que chaque chapitre forme une scène, dont le thème est annoncé par le titre du chapitre, au centre de laquelle se trouve le personnage d'Ah Q. Un événement ou un personnage permet d'enchaîner chaque chapitre au suivant, donnant à l'ensemble son unité.

### Premier chapitre

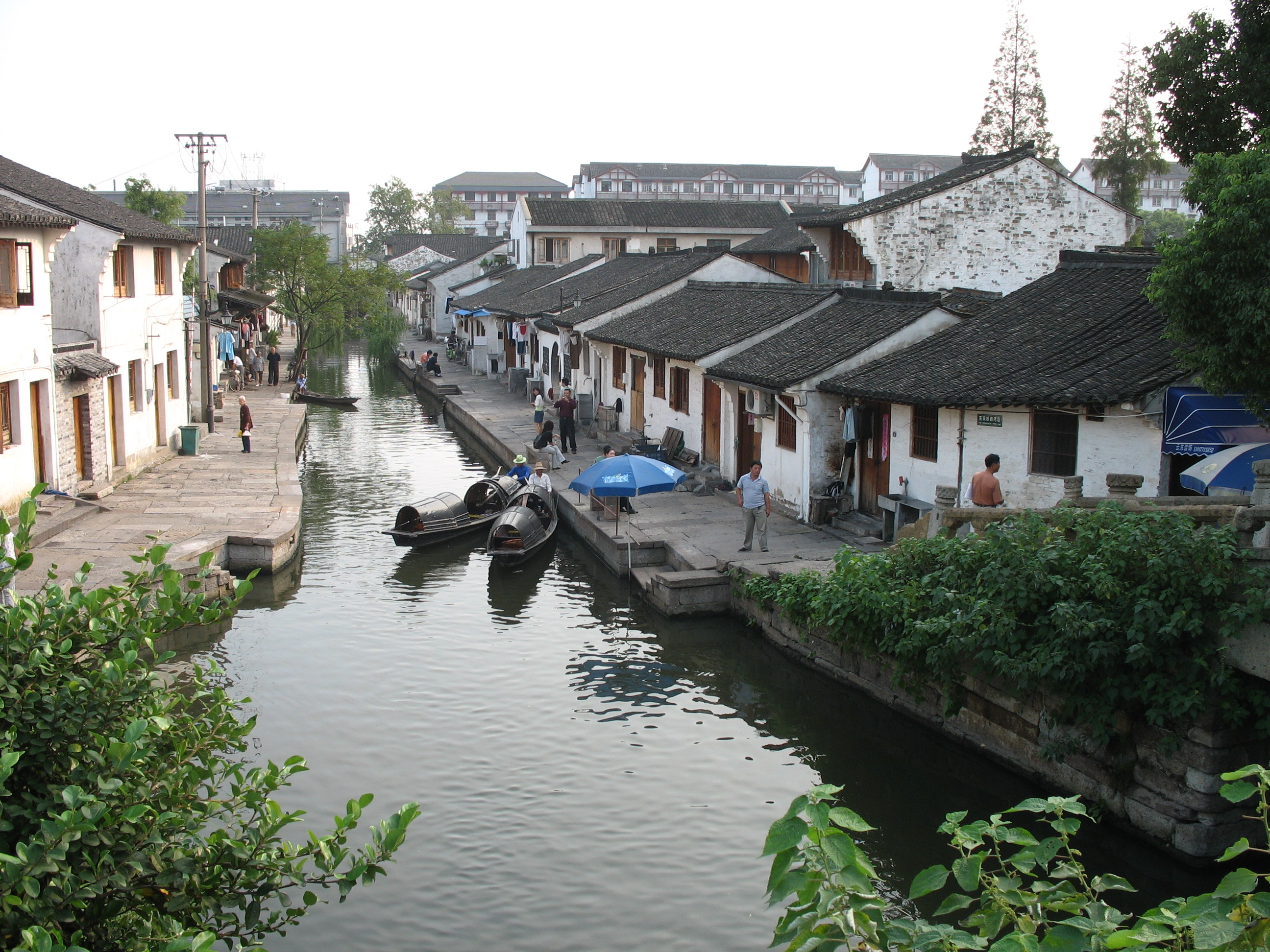
Shaoxing, la ville natale de Lu Xun, a pour partie inspiré le village imaginaire de Weizhuang.

Dans le premier chapitre (« Préface ») le narrateur expose les difficultés qu'il rencontre lorsqu'il envisage d'écrire la biographie de son personnage, obscur représentant du petit peuple, habitant le village imaginaire de Weizhuang.
La première difficulté consiste à déterminer à quel genre traditionnel rattacher cette biographie (zhuan) : le narrateur passe en revue avec ironie les multiples variantes du genre. La biographie de Ah Q ne peut être une biographie officielle (le président de la République n'ayant rien demandé), ni une biographie non officielle (il faudrait qu'il en existe une officielle), etc. Passant outre à la tradition, le narrateur choisit un titre emprunté aux conteurs des rues, correspondant à son langage, « celui des colporteurs et des tireurs de pousse-pousse » : zhengzhuan (« véridique biographie », mais aussi « histoire vraie ») est en effet une expression empruntée aux conteurs de rue. C'est des partisans de la tradition, favorables au chinois littéraire, que Lu Xun se moque, cherchant parmi les innombrables sous-genres (biographie officielle, non officielle, grande, petite, familiale...) du genre biographique celui qui correspondrait le mieux à la biographie qu'il veut écrire. Parmi eux, Lu Xun vise nommément Hu Shi, qui, après avoir été l'un des principaux initiateurs du mouvement réformiste, en était devenu l'un des principaux critiques.
La deuxième difficulté est de savoir quel est le nom du personnage. Alors que le fils de l'Honorable Zhao, notable du village, vient d'être promu bachelier, Ah Q célèbre publiquement l'événement, au prétexte d'une origine familiale commune. Ah Q est convoqué dès le lendemain par l'Honorable Zhao et reçoit de ce dernier une gifle. Depuis lors plus personne au village ne mentionne le nom de famille de Ah Q. La troisième difficulté est due à l'incapacité du narrateur de déterminer quel caractère utiliser pour noter le prénom de Ah Q, « Quei ». Par défaut, il l'abrège en « Q », utilisant une lettre de l'alphabet latin (lettre que l'on retrouve donc dans le titre chinois de l'œuvre : 阿Q正傳). Lu Xun s'oppose ainsi d'autant plus à la tradition que sa biographie n'est pas celle d'un personnage d'importance, mais celle, littéralement, d'un anonyme. La lettre Q représenterait en outre la tête du Chinois, avec sa natte, symbole de soumission des Hans aux Mandchous.
La dernière difficulté est l'ignorance de son lieu d'origine. La seule certitude porte sur le « Ah » de Ah Q. Il s'agit d'un préfixe courant dans la Chine du Sud, placé avant le prénom,.

### Chapitres II et III
Les chapitres II (« Aperçu sur quelques victoires de Ah Q ») et III (« Encore des victoires ») narrent une série d'épisodes illustrant « le système de revanche psychologique » de Ah Q. Plus la défaite dans la réalité est grande, plus la « revanche psychologique » est importante. Ainsi, un jour qu'il a « la malchance de gagner » au jeu, une dispute éclate, Ah Q est assommé et volé. « Cette fois, il ressentait quelque chose comme l'amertume de la défaite. Mais par un brusque revirement, il la transforma en victoire ; levant la main, il se gifla par deux fois de toutes ses forces. [...] et bientôt il fut persuadé qu'il avait battu un autre [...]. Content de sa victoire, il s'allongea et s'endormit. »

### Chapitres IV à VIII
Les chapitres suivant (IV « La tragédie d'amour », V « Le problème du bol de riz », VI « Grandeur et décadence ») relatent les heurs et malheurs divers de Ah Q jusqu'au chapitre VII : « La révolution ». Il s'agit de la Révolution de 1911, qui met fin à la dynastie des Qing. Des rumeurs font état de l'arrivée prochaine des révolutionnaires au village. Ah Q parcourt les rues en criant « Rébellion ! Rébellion ! », provoquant l'effroi des habitants de Weizhuang. Satisfait de son effet, il part se coucher. Le lendemain, il apprend que l'Honorable Zhao et le faux diable étranger Qian, autre notable, ont rallié le parti révolutionnaire. Sans lui. Ah Q va donc demander au faux diable étranger la permission de devenir révolutionnaire, mais il est chassé sans ménagement. « Monsieur l'Étranger ne lui permettait pas de faire la révolution. » Au cours de la nuit, des pillards s'en prennent à la demeure de l'Honorable Zhao, au grand dépit de Ah Q, que l'on n'a pas invité à prendre sa part de butin. Ainsi se finit le chapitre VIII, « Défense de faire la révolution ».

### «Le grand finale»
La nouvelle se clôt sur « Le grand finale » (chapitre IX). Quelques jours après le vol à la demeure des Zhao, « une escouade de soldats, une de miliciens, une de gendarmes et cinq policiers », renforcés d'une mitrailleuse, viennent arrêter de nuit Ah Q. Il est conduit en ville, au tribunal. On lui demande de signer un document. N'y comprenant rien, ne sachant pas écrire, tenant un pinceau pour la première fois de sa vie, Ah Q s'efforce de tracer un beau rond en guise de signature. Par malheur, sa main tremble, le rond n'est pas si rond. Sans le savoir, il vient de signer sa condamnation à mort. Le lendemain, tiré de sa cellule, il est conduit à travers les rues de la ville jusqu'au terrain d'exécution, où il est fusillé. La foule est déçue : les exécutions par les armes sont moins spectaculaires que les décapitations du temps de l'Empire. « Et quel condamné ridicule ! On l'avait promené fort longtemps par les rues et il n'avait pas poussé le moindre air d'opéra. C'était bien la peine de s'être dérangé ! »

## Cadre historique
La Véritable Histoire de Ah Q est une satire de la révolution ratée (dans l'optique de Lu Xun) de 1911, révolution à laquelle il a assisté, et participé, dans sa ville natale de Shaoxing, en compagnie d'un ami, Fan Ainong. De ces événements, il écrit en 1926 : 

« Nous allâmes par les rues, il y avait des drapeaux blancs partout. En apparence, tout avait changé, mais sous la surface, tout continuait comme avant ; quelques notables de jadis constituaient l'administration militaire. Le principal actionnaire des chemins de fer se trouvait être le chef du bureau d'administration, l'arsenal était dirigé par le banquier usurier… »

Les mêmes notables, les Zhao et les Qian de la nouvelle, et la même administration sont toujours en place. Quant à Fan Ainong, son destin est à l'image de celui d'Ah Q : sa vie se termine dans la misère, quelques années plus tard, probablement suicidé.

Mais la nouvelle est aussi une dénonciation du présent et même de l'avenir : 

« J'aurais souhaité avoir écrit sur une période du passé, comme disent les gens, mais ce que j'ai vu, je le crains, n'est pas ce qui a engendré le présent mais l'avenir — jusqu'à vingt ou trente ans d'ici. […] J'ai cru à un moment que j'avais exagéré et je ne le crois plus. Si je me mettais à décrire tels quels des événements qui se produisent aujourd'hui en Chine, ils apparaîtraient grotesques aux gens des autres pays ou à ceux d'une Chine à venir, meilleure. »

À un critique lui reprochant la présence, « par trop exagérée », d'une mitrailleuse lors de l'arrestation de Ah Q, Lu Xun répond : « Selon les nouvelles, des étudiants voulurent faire une pétition auprès des autorités, mais celles-ci en avaient été averties et elles envoyèrent des renforts à la Porte de l'Ouest et firent placer deux mitrailleuses à la Porte de l'Est [...]. Mais voilà qu'on place maintenant deux mitrailleuses, une seule ne suffisant pas. »

## Analyse
La nouvelle s'inscrit dans le courant progressiste, né au début du XXe siècle, qui cherchait à comprendre les raisons des malheurs de la Chine, et qui est à l'origine du Mouvement du 4 mai 1919. Dans la préface (le premier chapitre), Lu Xun évoque son langage, qu'il prétend être « celui des colporteurs et des tireurs de pousse-pousse ». Ce langage est le baihua, la langue parlée, que Lu Xun avait le premier utilisé dans une œuvre littéraire moderne (Le Journal d'un Fou, publié en 1918 dans la revue Nouvelle Jeunesse, fondée par Chen Duxiu), à la suite du manifeste de Hu Shi, qui appelait à l'abandon du chinois littéraire, manifeste publié par la même revue en 1917.
Dans le personnage singulier de Ah Q s'incarnent les traits collectifs du peuple chinois, au point d'avoir donné naissance à un nom commun, l'« ahqisme », mélange « d'astuce et de bêtise, d'arrogance et de couardise, de suffisance et de servilité, de cynisme et de naïveté, d'obscurantisme et de sagesse, d'abjection et de fierté ». Le choix d'un ouvrier agricole se justifie par la volonté d'incarner un type d'humanité le plus large possible, les vices du personnage étant tout autant, sinon plus, ceux de l'élite que ceux du prolétariat. Sans illusion sur la révolution et ses perspectives, Lu Xun est pris dans la contradiction désespérée entre la nécessité de celle-ci et le doute sur sa possibilité. En ce sens, et dans la mesure où Ah Q a aussi des jumeaux européens (Chvéïk, Don Quichotte), l'interrogation de Lu Xun « sur les apories d'une démocratisation sans peuple » a une portée universelle.

## Adaptations cinématographiques
- 1958 : la Véritable Histoire de Ah Q[14] de Yang'an Yuan (zh) avec Hua Jiang, Xiang Jiang et Shan Kwan.
- 1981 : la Véritable Histoire de Ah Q[15] de Cen Fan[16] avec Fumin Bao, Xi Chen et Yikang Jin[17], a fait partie de la sélection officielle du Festival de Cannes en 1982[18].